# Qollqa
Les qollqa ou collcas (du quechua Qullqa) étaient, à l'époque inca, des dépôts ou des silos, servant à la conservation à grande échelle de produits agricoles ou d'objets manufacturés, réservés à l'usage de l'État. De taille et de forme variables, ils étaient parfois construits sur le sol parfois semi-souterrains, de forme circulaire ou quadrangulaire.
Dans leur majorité, les qollqa, faisaient partie d'infrastructures plus importantes comme des villes, ou des tampu (hispanisé tambo) qui requéraient un approvisionnement permanent, aussi bien pour des raisons militaires, civiles que religieuses.
Ils étaient d’une importance extrême pour le fonctionnement  de l’empire Inca. Dans le cadre du système de réciprocité des Andes, les qollqa servaient d’outil pour les empereurs Inca afin de de montrer leur « générosité » institutionnelle, et en retour de cette dernière faire leur « requête ». En effet ces entrepôts alimentaient une large partie de la population. L’empereur Inca organisait des festivités pour les seigneurs, et en échange de ces festivités, de la sécurité, et la construction de qollqa et de tampu, qui par la suite allait être au profit des habitants, ils donnent à l’empereur leur main d’œuvre.